# イメージビデオ
イメージビデオはオリジナルビデオの一種で、紹介したい対象物のイメージを映像化した作品またはその映像ジャンル。英語の"image"と"video"を組み合わせた、和製英語である。略称はIV。

## 概要
イメージを視聴者へ情緒的に伝えて人気を得ることにより、良い効果を与えることを目的として作られる。人物、動植物、自動車、鉄道車両、企業およびその企業方針（ポリシー）など取り上げる対象（テーマ）は多岐に渡るが、特にグラビアアイドルなどの女性モデルを扱うものが有名である。歌手を含めたミュージシャンを扱う作品としては、ミュージック・ビデオが存在する。
初期の媒体はVHSが主流だったが、2000年代にはDVDに置き換わった。DVDは1枚あたりの製造費が非常に安価であり、高い収益率が確保できる。また、家庭用ビデオカメラの低価格化・高性能化やパーソナルコンピュータの性能向上によるノンリニア編集環境の普及などの要因も重なり、イメージビデオの製作・販売にかかるハードルが極めて低くなった。このことから、個人経営を含む中小メーカーの大量参入、毎月のリリース本数の増加などがみられるようになった。Blu-ray Discやネット配信での同時リリースもあるほか、衛星放送を介してテレビ放送されることもある。
なお、DVD媒体のものについては「イメージDVD」と呼称されることがあるが、VHS媒体やBD媒体のものが「イメージVHS」「イメージBD」などと呼称されることは少ない。

## グラビア系イメージビデオ

### 歴史と内容
芸能人に限定した場合、グラビアアイドルを紹介するために制作されることが多い。同様の目的で、写真集と同時に制作されることもあるが、中には写真集の制作過程を紹介した内容、いわゆる「メイキングビデオ」の扱いとしているものもある。媒体の主体がDVDに移行してからは、写真集やグラビア雑誌の付録とされることも増えてきている。
1980年代中盤から、上記のようなグラビアアイドルなどの紹介を行うイメージビデオが制作されるようになった。
2010年代に入ると各雑誌媒体のグラビア紙面削減やグループアイドルの進出もあり、グラビアアイドルのメイン活動先がイメージビデオ媒体へと移った。一方で心交社をはじめとするティーンズアイドルの着エロやジュニアアイドル作品は問題視され、低年齢化の流れは2014年の児童ポルノ法改正を受け規制および自主規制された。一時代を築いたDVDでのイメージビデオ販売は、YouTubeなど無料動画が増えたこともあり2022年には斜陽となっており、売り上げを補填するため過激化路線へと移行した。
また、2000年代からはAV女優のイメージビデオも「男優はいらない、好きな女優だけが見たい」という要望から支持されており、AVに先駆け4K映像も導入された。2022年6月に施行されたAV出演被害防止・救済法の影響により同年はAVの新作が激減。これによりイメージビデオが見直され再評価された。

### 主なメーカー
一般アイドルイメージビデオ
- イーネット・フロンティア
- エアーコントロール - 旧ジーオーティー扱いで、現在はアダルトビデオの北都→WILL系列。（レーベルにより年齢規制作品もあり）
- エスデジタル
- M.B.D. メディアブランド - 旧日本メディアサプライ (JMS)
- オルスタックソフト販売
- ギルド
- グラビジョン
- スパイスビジュアル（レーベルにより年齢規制作品もあり）
- 竹書房 - 「アイドル学園」レーベル。ピュア・スマイルシリーズなど（レーベルにより年齢規制作品もあり）
- NON STYLE
- フェイス
- ラインコミュニケーションズ  - 「アイドルワン」 (I-ONE) レーベル。
- レジェンド・ピクチャーズ

R15およびR18作品メインのメーカー
- キングダム
- レベッカ（REbecca）[4]
- ファインピクチャーズ[5]
- FAIR＆WAY -  WILL系列メーカー。4K撮影機材を使用[6]。

かつてイメージビデオを出したメーカー
- ATTACKZONE（アタックゾーン） - アタッカーズ扱いで、アダルトビデオの北都系列。
- 英知出版　（レーベルにより年齢規制作品もあり）
- SODクリエイト - ソフト・オン・デマンド系列。平成女学園シリーズなど。
- シーアンドエイチ - アダルトビデオのソフト・オン・デマンド系列。
- GPミュージアムソフト
- 心交社 - 『Teenな彼女。』シリーズなど。
- トリコ - 旧「トリコロール」。
- 日本メディアサプライ (JMS) - 「絶対美少女主義」「激写」レーベル、100%美少女シリーズなど。
- バウハウス - 2007年まで。
- フォーサイドドットコム - 「GIRLS' RECORD」レーベルなど。
- ぶんか社
- ベガファクトリー
- ポニーキャニオン
- LOVE GIRL'S MIX - かつてはプロダクション渡辺制作室のレーベルであった。
- レイフル - 「EIGHT」レーベル、桃色聖春女学園シリーズなど。